# Apocalypse (seriefigur)
Apocalypse är en seriefigur skapad av författaren Louise Simonson och tecknaren Jackson Guise för serieförlaget Marvel Comics. Han dök första gången upp i X-Factor #5 (1986) och är en antagonist till superhjältegruppen X-Men.

## Historik
Apocalypse är världens första mutant, och föddes för över fem tusen år sedan i det forntida Egypten under namnet En Sabah Nur (som betyder "Den Första"). Apocalypse tror att bara de starkaste överlever, och att de svaga måste bli utrotade. Han rensar ut de svaga genom våld, förstörelse och krig. Men han ser ingen nytta för vanliga människor, och som Magneto, så ser Apocalypse mutanter som den dominerande rasen. På grund av detta, så har Apocalypse blivit en fiende till X-Men.
Apocalypse förvandlade en gång X-Men-medlemmen Angel till en av sina ryttare, Döden. Apocalypse är också ansvarig för att ha infekterat Cyclops och Madelyn Priors son med ett dödligt "tekno-organiskt virus". Pojken transporterades in i framtiden för ett botemedel, där han blev krigaren Cable. I den framtid som Cable växer upp i härskar Apocalypse med våld över världen. För att förhindra att Apocalypse erövrar världen åker Cable därför tillbaka till det förflutna för att stoppa honom innan den hemska framtiden blir verklighet.
Apocalypse är en av de mest kända X-Men-skurkarna, och har haft en viktig roll i serietidningarna, dessutom i X-Men-datorspel och de tecknade TV-serierna. Fast Apocalypses planer flera gånger har blivit stoppade, och han själv har blivit dödad, så har han efter en tid alltid kommit tillbaka igen eftersom han är odödlig.

## Superkrafter
Apocalypse är odödlig, och använde sig av utomjordisk teknologi för att förändra sig till någonting bortom mutant. Han har total kontroll över sin kropps egna molekyler, kan ändra sin egen form, massa, densitet eller form efter behag, och har nästan obegränsad styrka. Apocalypse har också förmågan att manipulera energi, kan skjuta farliga energistrålar och absorbera energi vilket förstärker honom ännu mera.